# Сумський район
Сумський райо́н — район в Україні, у центральній та західній частині Сумської області та був утворений під час адміністративно-територіальної реформи в Україні 2020 року. Адміністративний центр — місто Суми. 
До складу району входять 16 територіальних громад.

## Історія
Сумський район утворено 19 липня 2020 року згідно із Постановою Верховної Ради України № 807-IX від 17 липня 2020 року в рамках Адміністративно-територіальної реформи в Україні. До його складу увійшли: Сумська, Білопільська, Ворожбянська, Лебединська міські, Краснопільська, Миколаївська, Степанівська, Хотінська селищні та Бездрицька, Верхньосироватська, Миколаївська, Миропільська, Нижньосироватська, Річківська, Садівська, Юнаківська сільські територіальні громади. Перші вибори Сумської районної ради відбулися 25 жовтня 2020 року.
Раніше територія району входила до складу ліквідованих в той же час Сумського (1923—2020), Білопільського, Краснопільського, Лебединського районів та міст обласного підпорядкування Суми та Лебедин, з територією підпорядкованою міській раді, Сумської області.